# Schäfersee (Halbe)
Der Schäfersee ist ein rund 6,7 Hektar großes Gewässer auf der Gemarkung der Gemeinde Halbe im Landkreis Dahme-Spreewald in Brandenburg.

## Lage und Nutzung
Der See liegt rund einen Kilometer nordwestlich des Halber Ortsteils Freidorf und ist im Norden, Osten und Südosten von Wald umgeben. Nordwestlich des Sees liegt der Halber Wohnplatz Forsthaus Semmelei. Die östlich gelegenen Flächen werden als Weideflächen genutzt und als Seeluch bezeichnet. Am nordwestlichen sowie am südlichen Ufer befinden sich zwei namenlose Zuflüsse, mit denen die landwirtschaftlich genutzten Flächen entwässert werden.
Der See wird zum Angelsport genutzt. Am östlichen Ufer befindet sich ein Parkplatz; am nordöstlichen Ufer eine kleine Angelhütte mit WC-Häuschen. Im See wurden Brassen, Hechte, Karpfen, Rotaugen, Schleie und Zander nachgewiesen.